# Jingne Xiang
Jingne Xiang (kinesiska: 景讷, 景讷乡) är en socken i Kina. Den ligger i provinsen Yunnan, i den sydvästra delen av landet, omkring 350 kilometer sydväst om provinshuvudstaden Kunming. Antalet invånare är 14 045. Befolkningen består av 6 564 kvinnor och 7 481 män. Barn under 15 år utgör 17,0 %, vuxna 15-64 år 75 %, och äldre över 65 år 7,0 %.
Genomsnittlig årsnederbörd är 1 660 millimeter. Den regnigaste månaden är juli, med i genomsnitt 421 mm nederbörd, och den torraste är februari, med 12 mm nederbörd.